# Little Big Planet
LittleBigPlanet är ett plattformsspel från 2008 där användaren kan, utöver att spela de medföljande banorna, skapa och spela egna banor samt ta del av andra användares skapelser. Spelet är utvecklat av Media Molecule för Sonys spelkonsol PlayStation 3 och har stöd för upp till fyra spelare lokalt eller via Playstation Network.

## Spelsätt
I Little Big Planet styr spelaren en Sackboy, Sackgirl eller Sack-person beroende på hur den är gjord att se ut. Med hjälp av denna ska spelaren ta sig från start till mål utan att använda slut på alla checkpoints. Varje checkpoint har ett förutbestämt antal laddningar som kan användas för att låta karaktärerna återskapas och när dessa laddningar är slut får spelarna börja om banan.
Rollfiguren kan hoppa, gå, springa, dra och greppa tag i saker för att ta sig genom banorna. De kan även trycka på knappar för att aktivera de olika funktionerna som är inbyggda i banorna. I banorna kan sack personen röra sig mellan olika lager, i LittleBigPlanet 1 och 2 rör sig sackpersonen mellan 3 olika lager, i LittleBigPlanet 3 uppgraderades det till 16 lager.
Spelaren börjar inom sina egna "pod", ett personligt utrymme från vilket de kan få tillgång till tre olika spelupplägg och möblera rummet med klistermärken och dekorationer. Inledningsvis är det endast ett spelläge tillgängligt och spelaren måste slutföra vissa övningsbanor, återberättade av Stephen Fry, där grunderna behärskas. Efter detta är spelaren fri att spela resten av spelet. Spelaren använder sig av en meny för att kunna skapa banor eller bara klistra klistermärken på banorna. I skaparläget använder man mest menyn där det finns en så kallad godispåse. I denna finns det som spelaren har samlat på sig.

## Mottagande
| Mottagande               | Mottagande      |
| Recensionsbetyg          | Recensionsbetyg |
| Publikation              | Betyg           |
| ------------------------ | --------------- |
| 1UP.com                  | A+              |
| Computer and Video Games | 9.6/10          |
| Edge                     | 10/10           |
| Game Revolution          | A/A+            |
| Gamespot                 | 9/10            |
| Level                    | 10/10           |
| Super PLAY               | 9/10            |
| Gamereactor              | 10/10           |
| Retry.se                 | 9/10            |

Little Big Planet har mottagit ett antal priser. Bland annat erhöll utvecklaren Media Molecule utnämningen Årets Spel av tidskrifterna EDGE, EuroGamer och GamePro.
I januari 2009 meddelade licensinnehavaren Sony att spelet sålts i 611 000 exemplar i USA, samt att användarbasen uppgår till 1,3 miljoner.